# Station Florennes-Centraal
Station Florennes-Centraal was een spoorwegstation langs spoorlijn 136 (Walcourt- Florennes), spoorlijn 136A (Senzeille - Ermeton-sur-Biert), spoorlijn 138 (Châtelet - Florennes) en spoorlijn 138A (Florennes - Doische) in de Belgische gemeente Florennes.
0,0: Walcourt ·
2,6: Vogenée ·
3,8: Rossignol ·
5,8: Yves-Gomezée ·
6,9: Saint-Lambert ·
9,3: Hemptinne ·
11,6: Saint-Aubin ·
Florennes-Zuid ·
14,5: Florennes-Centraal
0,0: Senzeille
5,0: Neuville-Nord ·
7,1: Philippeville ·
9,9: Jamagne ·
14,1: Hemptinne ·
14,1: Saint-Aubin ·
19,3: Florennes-Centraal ·
24,2: Stave ·
26,9: Biesmerée ·
29,5: Ermeton-sur-Biert
0,0: Florennes-Centraal ·
1,2: Florennes-Oost ·
2,9: Chaumont ·
7,6: Villers-le-Gambon ·
9,5: Merlemont-Village ·
10,2: Merlemont ·
15,9: Romedenne-Surice ·
18,1: Gimnée ·
20,9: Doische